# Divided by Night
Divided by Night è il quarto album discografico del duo statunitense The Crystal Method, pubblicato nel 2009.

## Singoli
Il brano Drown in the Now (feat. Matisyahu) è stato pubblicato come singolo nell'aprile 2009, seguito da Black Rainbows e Come Black Clean.

## Riconoscimenti
Il disco ha ricevuto la candidatura ai Grammy Awards 2010 nella categoria "miglior album di musica dance/elettronica".

## Tracce
1. Divided by Night – 5:03
2. Dirty Thirty (feat. Peter Hook) – 5:26
3. Drown in the Now (feat. Matisyahu) – 5:49
4. Kling to the Wreckage (feat. Justin Warfield) – 4:06
5. Smile? – 5:36
6. Sine Language (feat. LMFAO) – 6:17
7. Double Down Under – 5:51
8. Come Back Clean (ft. Emily Haines) – 4:59
9. Slipstream (feat. Jason Lytle) – 5:21
10. Black Rainbows (feat. Stefanie King Warfield) – 6:23
11. Blunts & Robots (feat. Peter Hook) – 5:51
12. Falling Hard (feat. Meiko) – 6:39